# I. ČLTK Prague Open 2025 - Doppio maschile
Il doppio maschile del torneo di tennis professionistico I. ČLTK Prague Open 2025, facente parte della categoria Challenger 75 nell'ambito dell'ATP Challenger Tour 2025, si è giocato dal 5 all'11 maggio a Praga, in Repubblica Ceca. Tra le coppie partecipanti erano assenti Jakob Schnaitter e Mark Wallner, i detentori del titolo.
In finale Denys Molčanov e Matěj Vocel hanno sconfitto David Pichler e Jurij Rodionov con il punteggio di 7–6(3), 6–3.

## Teste di serie
1. Romain Arneodo /  Manuel Guinard (quarti di finale)
2. Vijay Sundar Prashanth /  Miguel Ángel Reyes-Varela (primo turno)

1. Cleeve Harper /  Ryan Seggerman (primo turno)
2. Marcelo Demoliner /  David Pel (quarti di finale)

## Wildcard
1. Hynek Bartoň /  Jakub Nicod (quarti di finale)

1. Maxim Mrva /  Jiří Veselý (semifinale)

## Tabellone

### Legenda
| - Q = Qualificato - WC = Wild card - LL = Lucky loser | - ALT = Alternate - SE = Special Exempt - PR = Protected Ranking | - w/o = Walkover - r = Ritirato - d = Squalificato |